# Sent Soplesí d'Eissiduelh
Sent Soplesí d'Eissiduelh (en francès Saint-Sulpice-d'Excideuil) és un municipi francès situat al departament de la Dordonya i a la regió de la Nova Aquitània.

## Demografia
| 1962                                       | 1968 | 1975 | 1982 | 1990 | 1999 | 2007 |
| ------------------------------------------ | ---- | ---- | ---- | ---- | ---- | ---- |
| 656                                        | 591  | 491  | 432  | 406  | 354  | 324  |
| Des de 1962: població sense dobles comptes |      |      |      |      |      |      |

## Administració
| Període   | Identitat         | Partit |
| --------- | ----------------- | ------ |
| 1985-2002 | René Bourdil      |        |
| 2002-     | Michel Grandchamp |        |